# Vidbir 2023
La settima edizione di Vidbir si è svolta il 17 dicembre 2022 e ha selezionato il rappresentante dell'Ucraina all'Eurovision Song Contest 2023 a Liverpool, nel Regno Unito.
I vincitori sono stati i Tvorchi con Heart of Steel.

## Organizzazione
A seguito della vittoria ucraina all'Eurovision Song Contest 2022, l'UER ha invitato il paese, come da tradizione, ad ospitare l'evento l'anno seguente. Tuttavia, alla luce dell'invasione russa del territorio ucraino, il 17 giugno 2022 la stessa UER, tramite un comunicato, ha annunciato che l'Ucraina non sarebbe stata in grado di tenere l'evento, facendone così la prima edizione dal 1980 a non essere ospitata dal paese vincitore. Il successivo 25 luglio è stato annunciato che il Regno Unito, secondo classificato nell'edizione 2022, avrebbe organizzato la manifestazione in collaborazione con l'emittente ucraina Nacional'na Suspil'na Teleradiokompanija Ukraïny (UA:PBC), confermando inoltre che l'Ucraina avrebbe avuto un posto automatico nella finale in qualità di vincitrice dell'edizione precedente.
Il 17 agosto 2022 UA:PBC ha annunciato l'organizzazione della settima edizione di Vidbir per selezionare il proprio rappresentante. Lo stesso giorno l'emittente ha dato la possibilità agli aspiranti partecipanti di inviare i propri brani entro il successivo 15 ottobre, con la condizione che non si fossero esibiti in Bielorussia o Russia dall'inizio del conflitto russo-ucraino o che non fossero entrati in Crimea illegalmente, vietando inoltre implicitamente l'utilizzo della lingua russa nella composizione del brano.
La competizione si è tenuta in un'unica serata il 17 dicembre 2022 e ha visto 10 artisti sfidarsi per la possibilità di rappresentare l'Ucraina all'Eurovision Song Contest 2023. Timur Mirošnyčenko è stato riconfermato come conduttore, accompagnato dalle ex rappresentanti ucraine Zlata Ohnjevič e Kateryna Pavlenko. L'evento è stato trasmesso dal vivo su Peršyj, Suspil'ne Kul'tura e online sul sito web dell'emittente e sui portali Facebook e YouTube, e si è tenuto a Kiev presso la stazione della metropolitana di Majdan Nezaležnosti, scelta per ragioni di sicurezza per via del rischio di attacchi nel contesto dell'invasione russa. I risultati sono stati decretati da una combinazione di voto della giuria e televoto.

### Giuria
Per la prima volta, i membri della giuria sono stati selezionati tramite una votazione pubblica online. Il 31 ottobre 2022 sono stati annunciati nove candidati selezionati dall'emittente. La votazione si è svolta fino al successivo 7 novembre sull'applicazione Dija, dove sono stati registrati 505 536 voti. Ai tre giurati selezionati è stato successivamente chiesto di siglare un accordo con UA:PBC; in caso contrario, sarebbero stati sostituiti dai candidati con il maggior numero di voti tra quelli esclusi.
I nove candidati, con la relativa classifica, sono stati:
| Candidato              | Professione                                                                             | Voti   | Voti   | Posizione |
| ---------------------- | --------------------------------------------------------------------------------------- | ------ | ------ | --------- |
| Taras Topolja          | Cantante degli Antytila e volontario delle Forze armate dell'Ucraina                    | 88 023 | 17,41% | 1         |
| Jamala                 | Vincitrice dell'Eurovision Song Contest 2016                                            | 79 399 | 15,71% | 2         |
| Julija Sanina          | Cantante degli Hardkiss                                                                 | 79 346 | 15,70% | 3         |
| Tina Karol'            | Rappresentante dell'Ucraina all'Eurovision Song Contest 2006                            | 79 230 | 15,67% | 4         |
| Mychajlo Choma         | Cantante dei Dzidz'o                                                                    | 63 705 | 12,60% | 5         |
| Kateryna Pavlenko      | Rappresentante dell'Ucraina all'Eurovision Song Contest 2020 e 2021 come parte dei Go_A | 46 487 | 9,20%  | 6         |
| Zlata Ohnjevič         | Rappresentante dell'Ucraina all'Eurovision Song Contest 2013                            | 30 792 | 6,09%  | 7         |
| Valerij Charčyšyn      | Attore e produttore televisivo                                                          | 29 184 | 5,77%  | 8         |
| Kostjantyn Tomil'čenko | Scenografo                                                                              | 9 370  | 1,85%  | 9         |

## Partecipanti
UA:PBC ha selezionato dapprima i 36 artisti con le canzoni migliori tra le 384 proposte ricevute (100 in più rispetto all'edizione precedente), e con una seconda scrematura ha selezionato i 10 finalisti, annunciati il 17 novembre 2022. Tutti i brani sono stati resi disponibili il 1º dicembre 2022.
| Artista         | Titolo                 | Lingua           | Compositori                                                                    |
| --------------- | ---------------------- | ---------------- | ------------------------------------------------------------------------------ |
| 2Tone           | Kvitka                 | Ucraino          | Mykola Havryš, Oleksandr Dubyna, Ihor Ivanovyč, Anton Jemel'janov, Ivan Isajev |
| Angelina        | Stronger               | Inglese          | Anderz Wrethov, Anhelina Terennikova                                           |
| Demčuk          | Alive                  | Inglese          | Vasyl' Demčuk, Jevhenij Bardačenko, Tomaš Lukač, Nazar Tumanyk                 |
| Fiїnka          | Dovbuš                 | Hutsul           | Iryna Vychvanec'                                                               |
| Jerry Heil      | When God Shut the Door | Inglese, ucraino | Jana Šemajeva, Dimik Wheelson, Ivan Klymenko, Oleksandr Pryšljak, Stas Čornyj  |
| Krut'           | Kolyskova              | Ucraino          | Maryna Krut', Herda Sonjaš                                                     |
| Moisei          | I'm Not Alone          | Inglese          | Mojsej Bondarenko                                                              |
| OY Sound System | Oj, tužu               | Ucraino          | Taras Halanevyč, Viktorija Rod'ko                                              |
| Tember Blanche  | Ja vdoma               | Ucraino          | Oleksandra Hanapol's'ka, Vladyslav Lahoda, Oleksandr Musevyč                   |
| Tvorchi         | Heart of Steel         | Inglese          | Jimoh Augustus Kehinde, Andrij Huculjak                                        |

## Finale
La finale si è svolta il 17 dicembre 2022 presso la stazione della metropolitana di Majdan Nezaležnosti di Kiev. L'ordine di uscita è stato reso noto il 1º dicembre 2022. Come intermezzo, mentre la finestra di voto era aperta, è stato trasmesso un documentario di un'ora dedicato alla partecipazione e la vittoria della Kalush Orchestra all'Eurovision Song Contest 2022.
A vincere il voto della giuria e il televoto sono stati rispettivamente Krut' e i Tvorchi; in seguito della somma delle votazioni i Tvorchi sono stati proclamati vincitori.
| #  | Artista         | Titolo                 | Punteggio | Punteggio | Punteggio | Punteggio | Posizione |
| #  | Artista         | Titolo                 | Giuria    | Televoto  | Televoto  | Totale    | Posizione |
| -- | --------------- | ---------------------- | --------- | --------- | --------- | --------- | --------- |
| 1  | Moisei          | I'm Not Alone          | 1         | 5 393     | 6         | 7         | 7         |
| 2  | OY Sound System | Oj, tužu               | 5         | 2 496     | 2         | 7         | 8         |
| 3  | Demčuk          | Alive                  | 7         | 3 936     | 4         | 11        | 5         |
| 4  | Jerry Heil      | When God Shut the Door | 8         | 45 657    | 9         | 17        | 3         |
| 5  | Fiїnka          | Dovbuš                 | 6         | 11 109    | 7         | 13        | 4         |
| 6  | Krut'           | Kolyskova              | 10        | 33 614    | 8         | 18        | 2         |
| 7  | Tember Blanche  | Ja vdoma               | 2         | 3 411     | 3         | 5         | 9         |
| 8  | Angelina        | Stronger               | 3         | 2 424     | 1         | 4         | 10        |
| 9  | 2Tone           | Kvitka                 | 4         | 4 681     | 5         | 9         | 6         |
| 10 | Tvorchi         | Heart of Steel         | 9         | 54 041    | 10        | 19        | 1         |

## Controversie
Dopo la vittoria dei Tvorchi alla selezione ucraina, la seconda classificata Krut' ha presentato ricorso contro i vincitori all'emittente UA:PBC in merito all'uso di un coro pre-registrato durante l'esibizione, andando in conflitto al regolamento della selezione nazionale. Il produttore musicale della selezione, Dmytro Šurov, è stato incaricato dall'emittente di valutare la registrazione trasmessa dell'esibizione dei Tvorchi e ha dichiarato che tale non conformità non avrebbe influito sulla valutazione dell'esibizione stessa, ipotizzando inoltre che la duplicazione della voce poteva essere causato da un errore tecnico dovuto alle difficili condizioni di produzione all'interno della stazione della metropolitana di Majdan Nezaležnosti di Kiev. Un ulteriore reclamo è stato presentato per la distribuzione del brano Heart of Steel da parte dell'etichetta Believe Music, etichetta discografica francese che opera in maniera globale tra cui in Russia, ma il comitato organizzatore ha concluso che ciò non comportava ad una violazione del regolamento. Dopo un attento scrutinio ai vari ricorsi, il comitato ha annunciato che non avrebbe interrotto la partecipazione dei Tvorchi come rappresentati nazionali, che sono stati ufficialmente confermati il 28 dicembre 2022.